# GATV 8
GATV 8 (Gemini Agena Target Vehicle) – amerykański sztuczny satelita stanowiący zdalny cel dokowania dla załogowej misji Gemini 8.

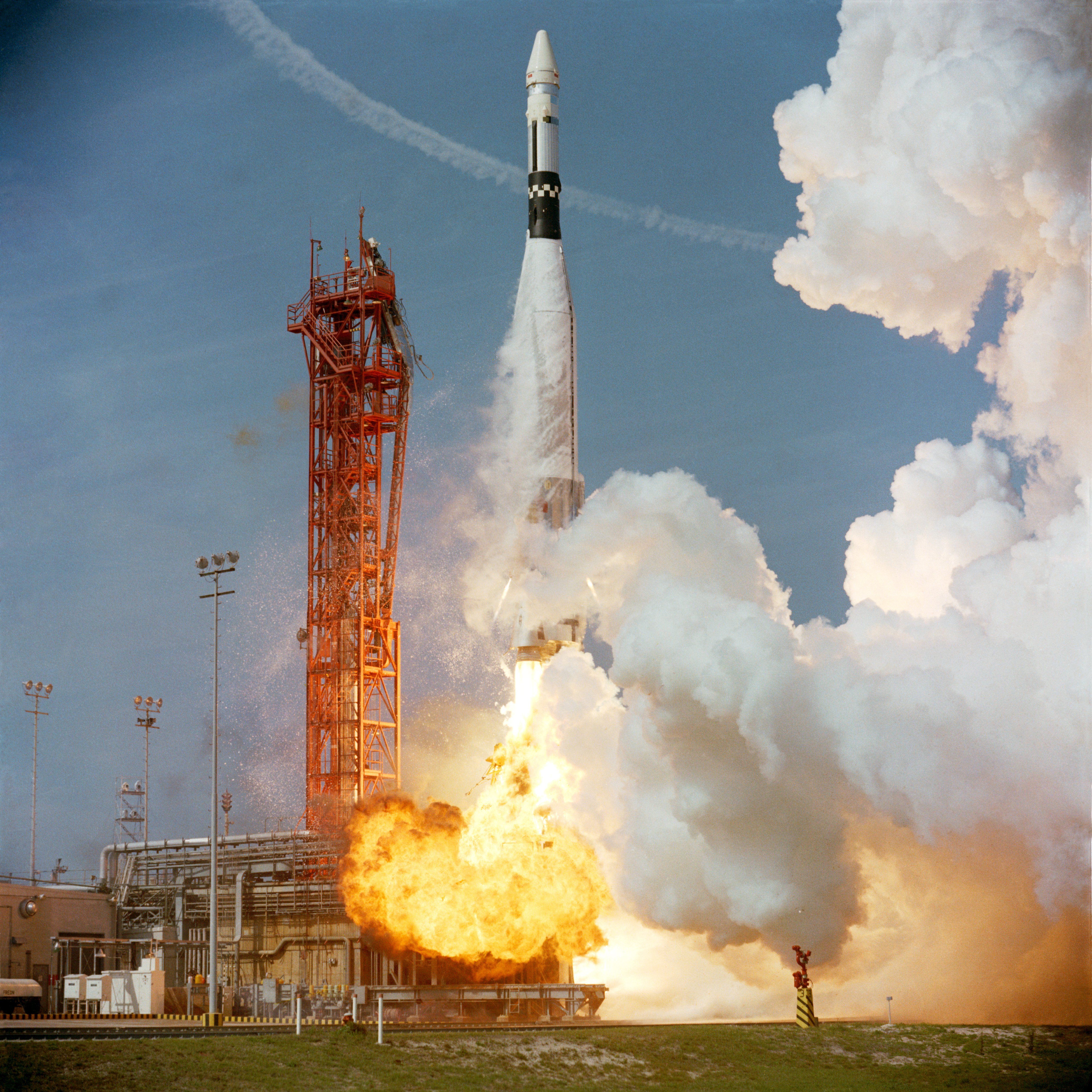
Start rakiety Atlas Agena D z Gemini 8 Target.